# Étienne Faure (poète)
 (avril 2013).
Si vous disposez d'ouvrages ou d'articles de référence ou si vous connaissez des sites web de qualité traitant du thème abordé ici, merci de compléter l'article en donnant les références utiles à sa vérifiabilité et en les liant à la section « Notes et références ».
Pour les articles homonymes, voir Faure et Étienne Faure (homonymie).
Étienne Faure est un poète français né en 1960 en Normandie. Il vit et travaille à Paris. Il est édité chez Champ Vallon et Gallimard et a publié dans de nombreuses revues, certaines très influentes : la NRF, Conférence, Théodore Balmoral, Rehauts, Europe, Le Mâche-Laurier, Pleine Marge.

## Publications
- Légèrement frôlée, Seyssel, Champ Vallon, 2007.
- Vues prenables, Seyssel, Champ Vallon, 2009.
- Horizon du sol, Seyssel, Champ Vallon, 2011.
- La Vie bon train, Seyssel, Champ Vallon, 2013.
- Ciné-plage, Ceyzérieu, Champ Vallon, 2015.
- Tête en bas, Paris, Gallimard, 2018 (Prix Max-Jacob).
- Et puis prendre l'air, poèmes en prose, Paris, Gallimard, 2020.
- Vol en V, poèmes, Paris, Gallimard, 2022 (prix Alain Bosquet 2022 ; prix François-Coppée de l’Académie française, 2023).

## Prix et distinctions
- 2019 : prix Max-Jacob pour son recueil Tête en bas[1]
- 2023 : prix François-Coppée de l’Académie française pour son recueil Vol en V